# Epidendrum vulcanicola
Epidendrum vulcanicola là một loài thực vật có hoa trong họ Lan. Loài này được A.H.Heller mô tả khoa học đầu tiên năm 1968.